# Словаччина на літніх Олімпійських іграх 2024
Словаччину на літніх Олімпійських іграх 2024 представляли двадцять вісім спортсменів у тринадцятьох видах спорту.

## Медалісти
| Медаль | Ім'я        | Вид спорту                      | Змагання                       | Дата     |
| ------ | ----------- | ------------------------------- | ------------------------------ | -------- |
| 3      | Матей Бенюш | Веслування на байдарках і каное | гребний слалом, каное-одиночки | 29 липня |